# Маргьорит Дюрас
Маргьорит Дюрас (на френски: Marguerite Duras), чиито истински имена са Маргьорит Жермен Мари Донадио (Marguerite Germaine Marie Donnadieu) е френска писателка, драматург, киносценарист („Хирошима, моя любов“, „Песента на Индия“) и режисьор.

## Биография и творчество
Родена в Сайгон, Индокитай в семейството на френски емигранти, тя за пръв път стъпва в Париж когато е на 18. Учи математика, право и политология, но скоро се насочва изключително към кариерата си на писателка. През Втората световна война участва в Съпротивата.
Смятана за представителка на течението на т.нар. нов роман (nouveau roman) в литературата, Дюрас всъщност има твърде индивидуален и неопределим почерк. Едно от най-прочутите си произведения, автобиографичния роман „Любовникът“, пише на 70-годишна възраст (с него печели наградата „Гонкур“).
Умира от рак на гърлото през 1996 г., погребана е в Монпарнаското гробище.

### Романи и сборници с разкази
- Les Impudents, Paris: Plon, 1943
- La Vie tranquille, Paris: Gallimard, 1944
- Un barrage contre le Pacifique, Paris: Gallimard, 1950
„Бараж срещу Пасифика“. Прев. Анета Тошева. Пловдив: Летера, 2011, 272 с.
- Le Marin de Gibraltar, Paris: Gallimard, 1952
„Морякът от Гибралтар“. София: Прозорец, 2016, 376 с.
- Les Petits Chevaux de Tarquinia, Paris: Gallimard, 1953
- Des journées entières dans les arbres, Paris: Gallimard, 1954
„Цели дни сред дърветата“. Превод от френски Иван Кьосев. Пловдив: Христо Г. Данов, 1982, 156 с.
- Le Square, Paris: Gallimard, 1955
- Moderato cantabile, Paris: Minuit, 1958
„Модерато кантабиле“. Превод от френски Иво Христов. София: Петриков, 1993, 104 с.
- Dix heures et demie du soir en été, Paris: Gallimard, 1960
„Десет и половина вечерта“. Превод от френски Райна Стефанова. София: Икар, 1993, 102 с.
- L'apres-midi de monsieur Andesmas, Paris: Gallimard, 1962 („Следобедът на господин Андесмас“)
- Le Ravissement de Lol V. Stein, Paris: Gallimard, 1964
„Похищението на Лол В. Щайн. Любовта“. Пловдив: Летера, 2009, 232 с.
- Le vice-consul, Paris: Gallimard, 1966 („Вицеконсулът“)
- L'amante anglaise, Paris: Gallimard, 1967 („Английската любовница“)
- Détruire, dit-elle, Paris: Minuit, 1969
- Abahn Sabana David, Paris: Gallimard, 1970
- Ah ! Ernesto, conte pour enfants, ill. de Bernard Bonhomme, Paris: Harlin Quist/Ruy-Vidal, 1971
- L'Amour, Paris: Gallimard, 1972
„Похищението на Лол В. Щайн. Любовта“. Пловдив: Летера, 2009, 232 с.
- Vera Baxter ou les Plages de l'Atlantique, Paris: Albatros, 1980
- Les yeux ouverts (1980) – „С отворени очи“
- L'Homme assis dans le couloir (récit), Paris: Les Éditions de Minuit, 1980.
- L'Homme atlantique, Paris: Les Éditions de Minuit, 1982
- La Maladie de la mort (récit), Paris: Les Éditions de Minuit, 1982.
- L'amant, Paris: Les Éditions de Minuit, 1984
„Любовникът“. Превод от френски Силвия Вагенщайн. София: Колибри, 1992, 120 с.
- La Douleur, P.O.L, 1985
- Les yeux bleus cheveux noirs, Paris: Les Éditions de Minuit, 1986 („Сини очи, черни коси“)
- La Pute de la côte normande, Paris: Les Éditions de Minuit, 1986
- La Vie matérielle, sous-titré Marguerite Duras parle à Jérôme Beaujour, POL, 1987 
„Материалният живот. Маргьорит Дюрас разказва на Жером Божур“. Превод от френски Тодорка Минева. София: СОНМ, 2020, 172 с.
- Emily L., Paris: Les Éditions de Minuit, 1987
„Емили Л.“. Превод от френски Албена Стамболова. София: Алтера, 2012, 80 с.
- La Pluie d'été, POL, 1990
- L'Amant de la Chine du Nord, Paris: Gallimard, 1991
„Любовникът от Северен Китай“. Превод от френски Силвия Вагенщайн. София: Колибри, 2008, 176 с.
- Yann Andréa Steiner, POL, 1992
- Écrire, Paris: Gallimard, 1993
„Да пишеш“. Превод от френски Мария Георгиева. София: Прозорец, 2013

### Сценарии, публикувани в книги
- Hiroshima mon amour. Paris: Gallimard, 1960
„Хирошима, моя любов. Киноповест“. Превод от френски Златка Тименова. Пловдив: Христо Г. Данов, 1985, 142 с.
- Une aussi longue absence, en collaboration avec Gérard Jarlot. Paris: Gallimard, 1961
- Nathalie Granger, suivi de La Femme du Gange. Paris: Gallimard, 1973
- Le Camion, suivi d’entretiens avec Michelle Porte. Paris: Les Éditions de Minuit, 1977
- Le Navire Night, suivi de Césarée, Les Mains négatives, Aurélia Steiner. Paris: Mercure de France, 1979.

## Филмография

### Режисьор
- La Musica (1967)
- Détruire, dit-elle (1969)
- Jaune le soleil (1972)
- Nathalie Granger (1972)
- La Femme du Gange (1974)
- India Song (1975)
- Son nom de Venise dans Calcutta désert (1976)
- Des journées entières dans les arbres (1976)
- Le Camion (1977)[1]
- Baxter, Vera Baxter (1977)
- Les Mains négatives (1978)
- Césarée (1978)
- Le Navire Night]] (1979)
- Aurelia Steiner (Melbourne) (1979)
- Aurélia Steiner (Vancouver) (1979)
- Agatha et les lectures illimitées (1981)
- L'Homme atlantique (1981)
- Il dialogo di Roma (1982)
- Les Enfants (1985)

### Актьор
- India Song (1975) - (глас)
- The Lorry (1977) - Тя
- Baxter, Vera Baxter (1977) - Разказвач (глас, отсъства в надписите)
- Le Navire Night (1979) - (глас)
- Aurélia Steiner (Vancouver) (1979) - Разказвач (глас)
- Agatha et les Lectures illimitées (1981) - (глас)
- Les Enfants (1985) - Narration (глас, отсъства в надписите)

## За нея
- Crowley, Martin. Duras, Writing, and the Ethical.   Oxford University Press, 2000. ISBN 0198160135. ISBN 978-0-19-816013-7.
- Adler, Laure. (1998), Marguerite Duras: A Life, Trans. Anne-Marie Glasheen, Orion Books; London.
- Glassman, Deborah N. Marguerite Duras: Fascinating Vision and Narrative Cure.   Rutherford London, Fairleigh Dickinson University Press Associated University Presses, 1991. ISBN 0838633374. ISBN 978-0-8386-3337-3,
- Harvey, Robert, Alazet, Bernard, Volat, Hélène. Les Écrits de Marguerite Duras. Bibliographie des oeuvres et de la critique, 1940–2006.   Paris, IMEC, 2009. с. 530.
- Hill, Leslie. Marguerite Duras: Apocalyptic Desires.   London, New York, Routledge, 10 юли 1993. ISBN 0415050480. ISBN 978-0-415-05048-7.
- Schuster, Marilyn R. Marguerite Duras Revisited.   New York, Twayne, 1993. ISBN 0805782982. ISBN 978-0-8057-8298-1.
- Vircondelet, Alain. Duras: A Biography.   Normal, Illinois, Dalkey Archive Press, 1994. ISBN 1564780651. ISBN 978-1-56478-065-2.